# Maison Morris-Jumel
Pour les articles homonymes, voir Jumel (homonymie).
La maison Morris-Jumel, ou maison de Roger et Mary Philipse Morris (anglais : Morris–Jumel Mansion, ou Roger and Mary Philipse Morris House), est un bâtiment historique américain situé au 65 Jumel Terrace, dans le quartier de Washington Heights, dans l'arrondissement de Manhattan à New York.

## Description
Cette villa de deux étages de style palladien est l'une des dernières maisons de l'époque coloniale à New York, et la plus ancienne de Manhattan.

## Histoire
Construit en 1765 par Roger Morris, un officier de l'armée britannique, le bâtiment a servi de quartier général, durant la révolution américaine, tant aux Britanniques qu'aux Américains insurgés. George Washington y a séjourné un mois en 1776. Elle est notamment le dernier monument restant relatif à la bataille de Harlem Heights.
Après la guerre d'indépendance, la maison devint une taverne avant d'être rachetée en 1810 par Stephen (Étienne) Jumel (1754-1832), un négociant en vins américain d'origine française marié à la mondaine Eliza Jumel (née Bowen), pour en faire leur domicile. Eliza y décèdera en 1865.
En 1903, la maison Morris-Jumel est rachetée par la ville de New York et est aujourd'hui un musée consacré à la période révolutionnaire.

### Autres projets
- Maison Morris-Jumel sur Commons